# Ritratto di giovane (Paolo Uccello)
Il Ritratto di giovane è un dipinto a tempera su tavola (diam. 61,6 cm) di Paolo Uccello, databile al 1431-1436 circa e conservato nell'Indianapolis Museum of Art.

## Storia
L'opera si presenta oggi con una sagoma poligonale che non è originale: fu alterata probabilmente nel XIX secolo per rendere più originale e appetibile una tavola di forma quadrangolare. Tra i vari ritratti fiorentini del primo Quattrocento di problematica attribuzione, questo è probabilmente l'unico attribuibile con una certa sicurezza a Paolo Uccello, sulla base di raffronti coi tipi fisici ritratti nei medaglioni affrescati nella Cappella dell'Assunta nel Duomo di Prato.

## Descrizione e stile
Un giovane è ritratto di profilo a mezzo busto, vestito di nero su uno sfondo del medesimo colore scuro, che esalta massimamente il chiaro incarnato, dalla luce lunare e un po' aranciata. Ha ciocche di capelli folte, tagliate a caschetto senza basette e, inconsuetamente, non indossa alcun cappello, tipico nelle classi agiate fiorentine del Quattrocento.
Condivide coi visi affrescati a Prato la linea morbidamente modulata del contorno, in bilico tra "fermezza e gracilità", anche se qui sono assenti quelle fantasiose deformazioni grottesche dell'espressione, dovuto anche alla diversa funzione del ritratto. Al profilo solenne all'antica, il pittore aggiunse una spiccata indagine naturalistica sulla fisionomia del soggetto, cogliendone i primi segni dell'età, negli occhi incavati, nelle guance molli, nella ruga sul collo. Ciò è combinato con una certa tendenza alla geometrizzazione tipica degli studi dell'artista, come si apprezza negli archi crescenti che disegnano l'acconciatura. Una certa tendenza al ricorrere della forma curva si riscontra poi nei profili netti delle labbra, della mandibola, della nuca.